# 武汉广发银行大厦
30°35′53″N 114°16′29″E / 30.598151°N 114.274685°E
广发银行大厦（英語：Guangdong Development Bank Building），位于武汉市建设大道与云林街交叉口的西北角，南临建设大道，东邻武汉杂技厅，北靠华银城住宅，西与银泉大厦相邻，是一座甲级写字楼。
广发银行大厦总用地面积约7417平方米，总建筑面积为90362平方米，其中地上建筑面积78517平方米，地下建筑面积11845平方米。大楼共51层，容积率10.0，绿地率25%，建筑高度224米，其中1～5层为裙楼，层高5米～7米，标准层层高4米。大厦于2009年底动工建设，2014年投入使用。大厦建成之初入驻的企业、机构包括广发银行武汉分行、武汉市投融资服务商会、湖北中融汇通投资有限公司、汉飞投资控股集团有限公司、湖北省农业生产资料集团有限公司等。
2023年5月6日，武汉广发银行大厦红十字会成立，这是武汉首个以楼宇为单位的红十字会。